# Tuổi thơ im lặng
Tuổi thơ im lặng là tên hồi ký xuất bản năm 1986, đồng thời là tác phẩm nổi tiếng nhất của nhà văn gốc Bắc Ninh, Duy Khán. Tác phẩm được xem là bước ngoặt lớn trong sự nghiệp cầm bút của tác giả, đã khiến cho Duy Khán "đang từ một người làm thơ, chuyển sang văn xuôi. Đang từ một người dễ dãi chạy theo các đề tài thời sự, Duy Khán trở lại với cái phần ký ức tuổi thơ nằm sâu và trở nên bền chặt trong tâm tư" .

## Sơ lược nội dung
Trong lời tựa, tác giả nói rằng ông viết cuốn sách này như là quà tặng ba người con của mình.
Hồi ký tập hợp gồm nhiều chương nhỏ trải dài từ lúc tác giả bắt đầu biết nhận thức cho đến khi gia nhập quân đội năm 15 tuổi. Mỗi chương là những ký ức sinh động về làng quê Bắc Ninh, từ thiên nhiên, phong tục, lễ hội đến mảnh đời những con người có số phận éo le, con vật nuôi, qua con mắt trẻ thơ, không định kiến của cậu bé Khán.

## Ảnh hưởng
Tác phẩm nhận được phản hồi tích cực từ lúc tác giả sinh thời và là tác phẩm quan trọng nhất trong sự nghiệp cầm bút của Duy Khán. Một đoạn trích từ chương 6 của hồi ký đã được Nhà xuất bản Giáo dục Việt Nam thêm vào sách giáo khoa Chân trời sáng tạo lớp 6, tập 1 với tiêu đề là "Lao xao ngày hè"